# Onthophagus aphodioides
Onthophagus aphodioides là một loài bọ cánh cứng trong họ Bọ hung (Scarabaeidae).